# Mycomya kaurii
Mycomya kaurii är en tvåvingeart som beskrevs av Vaisanen 1984. Mycomya kaurii ingår i släktet Mycomya och familjen svampmyggor. Inga underarter finns listade i Catalogue of Life.